# Noblella ritarasquinae
Noblella ritarasquinae es una especie de anfibio anuro de la familia Strabomantidae. Se encuentra en Bolivia.